# Panocalda grossi
Panocalda grossi är en tvåvingeart som beskrevs av Arturs Neboiss 1971. Panocalda grossi ingår i släktet Panocalda och familjen kulflugor. Inga underarter finns listade i Catalogue of Life.